# Stizocera seminigra
Stizocera seminigra är en skalbaggsart som beskrevs av Martins och Dilma Solange Napp 1983. Stizocera seminigra ingår i släktet Stizocera och familjen långhorningar. Inga underarter finns listade i Catalogue of Life.